# Championnats du monde de semi-marathon 2020
Navigation
Championnats du monde 2018 Championnats du monde 2022
Les 24es championnats du monde de semi-marathon se déroulent le 17 octobre 2020 à Gdynia, en Pologne.
Initialement agendés le 29 mars, les championnats sont reportés au 17 octobre en raison de la Pandémie de Covid-19.

## Hommes

### Podiums
| Épreuves            | Or                                                   | Argent                                                       | Bronze                                                  |
| ------------------- | ---------------------------------------------------- | ------------------------------------------------------------ | ------------------------------------------------------- |
| Course individuelle | Jacob Kiplimo 58 min 49 s (CR)                       | Kibiwott Kandie 58 min 54 s                                  | Amedework Walelegn 59 min 8 s (PB)                      |
| Par équipes         | Kenya Kibiwott Kandie Leonard Barsoton Benard Kimeli | Éthiopie Amedework Walelegn Andamlak Belihu Leul Gebresilase | Ouganda Jacob Kiplimo Joshua Cheptegei Victor Kiplangat |

### Résultats
| Rang               | Athlète                       | Nationalité  | Temps   | Notes |
| ------------------ | ----------------------------- | ------------ | ------- | ----- |
| Médaille d'or      | Jacob Kiplimo                 | UGA          | 58:49   | CR    |
| Médaille d'argent  | Kibiwott Kandie               | KEN          | 58:54   |       |
| Médaille de bronze | Amedework Walelegn            | ETH          | 59:08   | PB    |
| 4                  | Joshua Cheptegei              | UGA          | 59:21   | PB    |
| 5                  | Andamlak Belihu               | ETH          | 59:32   | SB    |
| 6                  | Leonard Barsoton              | KEN          | 59:34   | SB    |
| 7                  | Stephen Mokoka                | RSA          | 59:36   | NR    |
| 8                  | Morhad Amdouni                | FRA          | 59:40   | NR    |
| 9                  | Benard Kimeli                 | KEN          | 59:42   | SB    |
| 10                 | Leul Gebresilase              | ETH          | 59:45   | SB    |
| 11                 | Hailemaryam Kiros             | ETH          | 1:00:01 | PB    |
| 12                 | Hamza Sahli                   | MAR          | 1:00:04 | PB    |
| 13                 | Mohamed Reda El Aaraby        | MAR          | 1:00:17 | PB    |
| 14                 | Lesiba Precious Mashele       | RSA          | 1:00:24 | PB    |
| 15                 | Mouhcine Outalha              | MAR          | 1:00:26 | PB    |
| 16                 | Victor Kiplangat              | UGA          | 1:00:29 | SB    |
| 17                 | Othmane El Goumri             | MAR          | 1:00:30 | PB    |
| 18                 | Jake Smith                    | GBR          | 1:00:31 | PB    |
| 19                 | Stephen Kissa                 | UGA          | 1:00:34 |       |
| 20                 | Bohdan-Ivan Horodyskyy        | UKR          | 1:00:40 | NR    |
| 21                 | Julien Wanders                | SUI          | 1:00:46 | SB    |
| 22                 | Guye Idemo Adola              | ETH          | 1:00:50 | SB    |
| 23                 | Collen Mulaudzi               | RSA          | 1:00:51 | PB    |
| 24                 | Aras Kaya                     | TUR          | 1:00:51 | PB    |
| 25                 | Tadesse Getahon               | ISR          | 1:00:52 | NR    |
| 26                 | Eyob Faniel                   | ITA          | 1:00:53 | PB    |
| 27                 | Florian Carvalho              | FRA          | 1:00:58 | PB    |
| 28                 | Maru Teferi                   | ISR          | 1:00:58 | SB    |
| 29                 | Jose Luis Santana Marin       | MEX          | 1:01:11 | PB    |
| 30                 | Juan Pacheco                  | MEX          | 1:01:20 | PB    |
| 31                 | Ayad Lamdassem                | ESP          | 1:01:21 | PB    |
| 32                 | Benjamin Choquert             | FRA          | 1:01:32 | PB    |
| 33                 | Carlos Díaz                   | CHI          | 1:01:32 | NR    |
| 34                 | Krystian Zalewski             | POL          | 1:01:32 | NR    |
| 35                 | Simon Boch                    | GER          | 1:01:36 | PB    |
| 36                 | Juan Antonio Perez            | ESP          | 1:01:39 | SB    |
| 37                 | David Nilsson                 | SWE          | 1:01:40 | PB    |
| 38                 | Hassan Toriss                 | MAR          | 1:01:42 | PB    |
| 39                 | Girmaw Amare                  | ISR          | 1:02:03 | PB    |
| 40                 | Samuel Barata                 | POR          | 1:02:19 | PB    |
| 41                 | Tiidrek Nurme                 | EST          | 1:02:20 | NR    |
| 42                 | Benard Kipkorir Ngeno         | KEN          | 1:02:26 |       |
| 43                 | Pietro Riva                   | ITA          | 1:02:28 | SB    |
| 44                 | Stefano La Rosa               | ITA          | 1:02:28 | PB    |
| 45                 | Nicolas Navarro               | FRA          | 1:02:29 | PB    |
| 46                 | Adel Mechaal                  | ESP          | 1:02:30 | PB    |
| 47                 | Morris Munene Gachaga         | KEN          | 1:02:30 | SB    |
| 48                 | Iván Darío González           | COL          | 1:02:31 | PB    |
| 49                 | Daniele D'Onofrio             | ITA          | 1:02:32 | PB    |
| 50                 | Mohamud Ibrahim Aadan         | GBR          | 1:02:41 | SB    |
| 51                 | Tadesse Abraham               | SUI          | 1:02:46 | SB    |
| 52                 | Hlynur Andrésson              | ISL          | 1:02:47 | NR    |
| 53                 | Mikael Ekvall                 | SWE          | 1:02:48 | SB    |
| 54                 | Kaan Kigen Özbilen            | TUR          | 1:02:53 | SB    |
| 55                 | Emil Millán de la Oliva       | SWE          | 1:02:53 | PB    |
| 56                 | Segundo Jami                  | ECU          | 1:02:57 | PB    |
| 57                 | Abderrazak Charik             | FRA          | 1:02:58 |       |
| 58                 | Kevin Seaward                 | IRL          | 1:02:58 | PB    |
| 59                 | Roman Fosti                   | EST          | 1:03:03 | PB    |
| 60                 | Kristian Jones                | GBR          | 1:03:05 | PB    |
| 61                 | Polat Kemboi Arikan           | TUR          | 1:03:10 | SB    |
| 62                 | Adam Craig                    | GBR          | 1:03:12 | PB    |
| 63                 | Nicolae Soare                 | ROU          | 1:03:14 | PB    |
| 64                 | Tom Evans                     | GBR          | 1:03:14 | PB    |
| 65                 | Sezgin Ataç                   | TUR          | 1:03:21 |       |
| 66                 | Roman Romanenko               | UKR          | 1:03:26 | SB    |
| 67                 | Otmane Nait Hammou            | Réfugié (en) | 1:03:28 | NR    |
| 68                 | Maxim Raileanu                | MDA          | 1:03:34 | PB    |
| 69                 | Saffet Elkatmiş               | TUR          | 1:03:34 | PB    |
| 70                 | Hugh Armstrong                | IRL          | 1:03:37 | PB    |
| 71                 | Oleksandr Sitkovskyy          | UKR          | 1:03:41 | PB    |
| 72                 | Jean Marie Vianney Niyomukiza | BDI          | 1:03:43 | PB    |
| 73                 | Koen Naert                    | BEL          | 1:03:44 | SB    |
| 74                 | Simon Holbek Koningsfeldt     | DEN          | 1:03:48 | PB    |
| 75                 | Gilmar Silvestre Lopes        | BRA          | 1:03:51 | SB    |
| 76                 | Moses Kibet                   | UGA          | 1:03:54 | SB    |
| 77                 | Joaquin Arbe                  | ARG          | 1:03:55 | SB    |
| 78                 | Luís Saraiva                  | POR          | 1:03:56 | PB    |
| 79                 | Alvaro Abreu Martin           | DOM          | 1:03:58 | NR    |
| 80                 | Timon Theuer                  | AUT          | 1:03:59 |       |
| 81                 | Nicolás Cuestas               | URU          | 1:04:00 | SB    |
| 82                 | Remigijus Kančys              | LTU          | 1:04:00 | NR    |
| 83                 | Adhanom Abraha                | SWE          | 1:04:02 | SB    |
| 84                 | Iraitz Arrospide              | ESP          | 1:04:07 |       |
| 85                 | Iván Zarco                    | HON          | 1:04:08 | NR    |
| 86                 | Ignas Brasevičius             | LTU          | 1:04:09 | PB    |
| 87                 | Thijs Nijhuis                 | DEN          | 1:04:10 | SB    |
| 88                 | Christian Steinhammer         | AUT          | 1:04:11 |       |
| 89                 | Luis Orta                     | VEN          | 1:04:11 |       |
| 90                 | Ederson Vilela Pereira        | BRA          | 1:04:19 | SB    |
| 91                 | Yitayew Abuhay                | ISR          | 1:04:21 | PB    |
| 92                 | Igor Olefirenko               | UKR          | 1:04:22 | SB    |
| 93                 | Daniel do Nascimento          | BRA          | 1:04:27 | PB    |
| 94                 | Andreas Lommer                | DEN          | 1:04:28 |       |
| 95                 | Adam Nowicki                  | POL          | 1:04:31 | SB    |
| 96                 | Jesús Arturo Esparza          | MEX          | 1:04:35 | PB    |
| 97                 | Konstantin Wedel              | GER          | 1:04:45 |       |
| 98                 | Christian Vasconez            | ECU          | 1:04:49 | PB    |
| 99                 | Marvin Blanco                 | VEN          | 1:05:06 | PB    |
| 100                | Amanal Petros                 | GER          | 1:05:22 |       |
| 101                | Damian Kabat                  | POL          | 1:05:26 | PB    |
| 102                | Valdas Dopolskas              | LTU          | 1:05:28 | PB    |
| 103                | Jorge Blanco                  | ESP          | 1:05:31 |       |
| 104                | Tobias Blum                   | GER          | 1:05:33 |       |
| 105                | Jeison Alexander Suarez       | COL          | 1:05:42 | SB    |
| 106                | Adam Glogowski                | POL          | 1:05:50 |       |
| 107                | Nuno Lopes                    | POR          | 1:06:30 |       |
| 108                | Fouad Idbafdil                | Réfugié (en) | 1:06:35 | PB    |
| 109                | Bayron Piedra                 | ECU          | 1:06:45 | SB    |
| 110                | Wan Chun Wong                 | HKG          | 1:06:58 | PB    |
| 111                | Rafael Vicemte Loza Bejaran   | ECU          | 1:08:30 |       |
| 112                | Oscar Antonio Aldana          | ESA          | 1:08:31 | NR    |
| 113                | Valentin Betoudji             | CHA          | 1:08:46 | PB    |
| 114                | Charlton Debono               | MLT          | 1:08:51 | SB    |
| 115                | Stefan Azzopardi              | MLT          | 1:09:18 | PB    |
| 116                | Sonny Folcheri                | MON          | 1:16:01 | PB    |
| 117                | Ilir Kellezi                  | ALB          | 1:17:27 | SB    |
|                    | Arnar Pétursson               | ISL          | DNF     |       |
|                    | Nekagenet Crippa              | ITA          | DNF     |       |
|                    | Rui Pinto                     | POR          | DNF     |       |
|                    | Napoleon Solomon              | SWE          | DNF     |       |
|                    | Ayala Gashau                  | ISR          | DNS     |       |

## Femmes

### Podiums
| Épreuves            | Or                                                        | Argent                                                                 | Bronze                                                         |
| ------------------- | --------------------------------------------------------- | ---------------------------------------------------------------------- | -------------------------------------------------------------- |
| Course individuelle | Peres Jepchirchir 1 h 5 min 16 s (WR)                     | Melat Yisak Kejeta 1 h 5 min 18 s (NR)                                 | Yalemzerf Yehualaw 1 h 5 min 19 s (PB)                         |
| Par équipes         | Éthiopie Yalemzerf Yehualaw Zeineba Yimer Ababel Yeshaneh | Kenya Peres Jepchirchir Joyciline Jepkosgei Brillian Jepkorir Kipkoech | Allemagne Melat Yisak Kejeta Laura Hottenrott Rabea Schöneborn |

### Résultats
| Rang               | Athlète                     | Nationalité | Temps   | Notes |
| ------------------ | --------------------------- | ----------- | ------- | ----- |
| Médaille d'or      | Peres Jepchirchir           | KEN         | 1:05:16 | WR    |
| Médaille d'argent  | Melat Yisak Kejeta          | GER         | 1:05:18 | NR    |
| Médaille de bronze | Yalemzerf Yehualaw          | ETH         | 1:05:19 | PB    |
| 4                  | Zeineba Yimer               | ETH         | 1:05:39 | PB    |
| 5                  | Ababel Yeshaneh             | ETH         | 1:05:41 |       |
| 6                  | Joyciline Jepkosgei         | KEN         | 1:05:58 | SB    |
| 7                  | Yasemin Can                 | TUR         | 1:06:20 | NR    |
| 8                  | Netsanet Gudeta             | ETH         | 1:06:46 | SB    |
| 9                  | Brillian Jepkorir Kipkoech  | KEN         | 1:06:56 | PB    |
| 10                 | Rosemary Wanjiru            | KEN         | 1:07:10 |       |
| 11                 | Dorcas Jepchumba Kimeli     | KEN         | 1:07:55 |       |
| 12                 | Lonah Chemtai Salpeter      | ISR         | 1:08:31 | SB    |
| 13                 | Fabienne Schlumpf           | SUI         | 1:08:38 | NR    |
| 14                 | Juliet Chekwel              | UGA         | 1:08:44 | NR    |
| 15                 | Sisay Meseret Gola          | ETH         | 1:09:02 | PB    |
| 16                 | Glenrose Xaba               | RSA         | 1:09:26 | PB    |
| 17                 | Doreen Chemutai             | UGA         | 1:10:18 | PB    |
| 18                 | Charlotta Fougberg          | SWE         | 1:10:19 | PB    |
| 19                 | Úrsula Patricia Sanchez     | MEX         | 1:10:19 | PB    |
| 20                 | Andrea Soraya Ramirez Limon | MEX         | 1:10:20 | PB    |
| 21                 | Daniela Torres              | MEX         | 1:10:22 | PB    |
| 22                 | Florencia Borelli           | ARG         | 1:10:30 | NR    |
| 23                 | Yeheniya Prokofyeva         | UKR         | 1:10:32 | PB    |
| 24                 | Brenda Flores               | MEX         | 1:10:36 | PB    |
| 25                 | Sofiia Yaremchuk            | UKR         | 1:10:42 |       |
| 26                 | Laura Hottenrott            | GER         | 1:10:49 | PB    |
| 27                 | Fortunate Chidzivo          | ZIM         | 1:10:50 | NR    |
| 28                 | Izabela Paszkiewivz         | POL         | 1:10:52 | PB    |
| 29                 | Katarzyna Jankowska         | POL         | 1:11:02 | PB    |
| 30                 | Doreen Chesang              | UGA         | 1:11:04 | PB    |
| 31                 | Susan Kipsang Jeptooo       | FRA         | 1:11:06 | SB    |
| 32                 | Angelika Mach               | POL         | 1:11:07 | PB    |
| 33                 | Marta Galimany              | ESP         | 1:11:08 | PB    |
| 34                 | Moira Stewartová            | CZE         | 1:11:08 | PB    |
| 35                 | Bojana Bjeljac              | CRO         | 1:11:12 | PB    |
| 36                 | Giovanna Epis               | ITA         | 1:11:14 | PB    |
| 37                 | Carolina Wikström           | SWE         | 1:11:31 | PB    |
| 38                 | Nina Lauwaert               | BEL         | 1:11:33 | PB    |
| 39                 | Sara Moreira                | POR         | 1:11:39 | SB    |
| 40                 | Valeria Straneo             | ITA         | 1:11:39 |       |
| 41                 | Samira Mezeghrane           | FRA         | 1:11:40 | PB    |
| 42                 | Ann Marie McGlynn           | IRL         | 1:11:40 | PB    |
| 43                 | Hanna Lindholm              | SWE         | 1:11:47 | PB    |
| 44                 | Andrea Paola Bonilla        | ECU         | 1:11:48 | PB    |
| 45                 | Daiana Ocampo               | ARG         | 1:11:50 | PB    |
| 46                 | Francine Niyomukunzi        | BDI         | 1:11:50 | PB    |
| 47                 | Samantha Harrison           | GBR         | 1:11:53 |       |
| 48                 | Angie Orjuela               | COL         | 1:12:07 | PB    |
| 49                 | Kit Ching Yiu               | HKG         | 1:12:10 |       |
| 50                 | Tereza Hrochová             | CZE         | 1:12:13 | PB    |
| 51                 | Aleksandra Lisowska         | POL         | 1:12:16 | PB    |
| 52                 | Esma Aydemir                | TUR         | 1:12:22 | SB    |
| 53                 | Maor Tiyouri                | ISR         | 1:12:27 | PB    |
| 54                 | Rabea Schöneborn            | GER         | 1:12:35 |       |
| 55                 | Deborah Schöneborn          | GER         | 1:12:39 |       |
| 56                 | Elena Loyo                  | ESP         | 1:12:44 |       |
| 57                 | Rachael Zena Chebet         | UGA         | 1:12:50 |       |
| 58                 | Mélody Julien               | FRA         | 1:12:51 | PB    |
| 59                 | Fatma Demir                 | TUR         | 1:12:57 | PB    |
| 60                 | Olga Skrypak                | UKR         | 1:12:58 | SB    |
| 61                 | Laura Mendez                | ESP         | 1:12:58 | PB    |
| 62                 | Maria Chiara Cascavilla     | ITA         | 1:13:01 | PB    |
| 63                 | Jekaterina Patjuk           | EST         | 1:13:08 | PB    |
| 64                 | Becky Briggs                | GBR         | 1:13:08 | PB    |
| 65                 | Clara Evans                 | GBR         | 1:13:11 |       |
| 66                 | Vendula Frintová            | CZE         | 1:13:16 | PB    |
| 67                 | Lilia Fisikovici            | MDA         | 1:13:32 | SB    |
| 68                 | Federica Sugamiele          | ITA         | 1:13:38 |       |
| 69                 | Roxana Elisabeta Rotaru     | ROU         | 1:13:45 | PB    |
| 70                 | Monika Bytautienė           | LTU         | 1:13:50 | PB    |
| 71                 | Liliana Maria Dragomir      | ROU         | 1:14:02 | PB    |
| 72                 | Marcela Cristina Gomes      | ARG         | 1:14:18 | PB    |
| 73                 | Marcela Joglová             | CZE         | 1:14:30 |       |
| 74                 | Beverly Ramos               | PUR         | 1:14:39 | SB    |
| 75                 | Thalia Charalambous         | CYP         | 1:14:40 | NR    |
| 76                 | Andreia Hessel              | BRA         | 1:14:41 | PB    |
| 77                 | Karen Ehrenreich            | DEN         | 1:14:45 | PB    |
| 78                 | Katerine Tisalema           | ECU         | 1:14:59 |       |
| 79                 | Loreta Kancyte              | LTU         | 1:15:15 | PB    |
| 80                 | Elisa Stefani               | ITA         | 1:15:16 |       |
| 81                 | Rosa Chacha                 | ECU         | 1:15:27 | SB    |
| 82                 | Jéssica Augusto             | POR         | 1:15:29 | SB    |
| 83                 | Elena Adelina Panaet        | ROU         | 1:15:33 | PB    |
| 84                 | Fanny Pruvost               | FRA         | 1:15:34 |       |
| 85                 | Tetyana Vernihor            | UKR         | 1:16:22 | SB    |
| 86                 | Victoria Schenk             | AUT         | 1:16:36 | SB    |
| 87                 | Fabienne Königstein         | GER         | 1:17:03 |       |
| 88                 | Tatyana Neroznak            | KAZ         | 1:17:07 | PB    |
| 89                 | Andrea Kolbeinsdóttir       | ISL         | 1:17:52 | PB    |
| 90                 | Tania Chavez Moser          | BOL         | 1:17:53 | PB    |
| 91                 | Lina Kiriliuk               | LTU         | 1:18:31 | PB    |
| 92                 | Stella Christoforou         | CYP         | 1:18:42 | PB    |
| 93                 | Lisa Marie Bezzina          | MLT         | 1:18:43 | PB    |
| 94                 | Valdilene dos Santos Silva  | BRA         | 1:18:58 | SB    |
| 95                 | Adela Paulina Baltoi        | ROU         | 1:19:02 | SB    |
| 96                 | Tsz Ying Vut                | HKG         | 1:19:08 | PB    |
| 97                 | Joelle Cortis               | MLT         | 1:19:28 | PB    |
| 98                 | Idelma Lizeth Delgado       | ESA         | 1:21:01 | PB    |
| 99                 | Andrijana Pop Arsova        | MKD         | 1:22:18 |       |
| 100                | Lorena Sosa                 | URU         | 1:22:38 | SB    |
| 101                | Elín Edda Sigurðardóttir    | ISL         | 1:24:20 |       |
|                    | Annemari Kiekara            | FIN         | DNF     |       |
|                    | Adriana Nelson              | ROU         | DNF     |       |
|                    | Hiruni Kesara Wijayaratne   | SRI         | DNF     |       |
|                    | Sarah Lahti                 | SWE         | DNS     |       |